# (7137) Ageo
(7137) Ageo – planetoida z pasa głównego asteroid okrążająca Słońce w ciągu 4 lat i 260 dni w średniej odległości 2,81 j.a. Została odkryta 4 stycznia 1994 roku przez Satoru Ōtomo. Przed nadaniem nazwy planetoida nosiła oznaczenie tymczasowe (7137) 1994 AQ1.